# Bragança Paulista

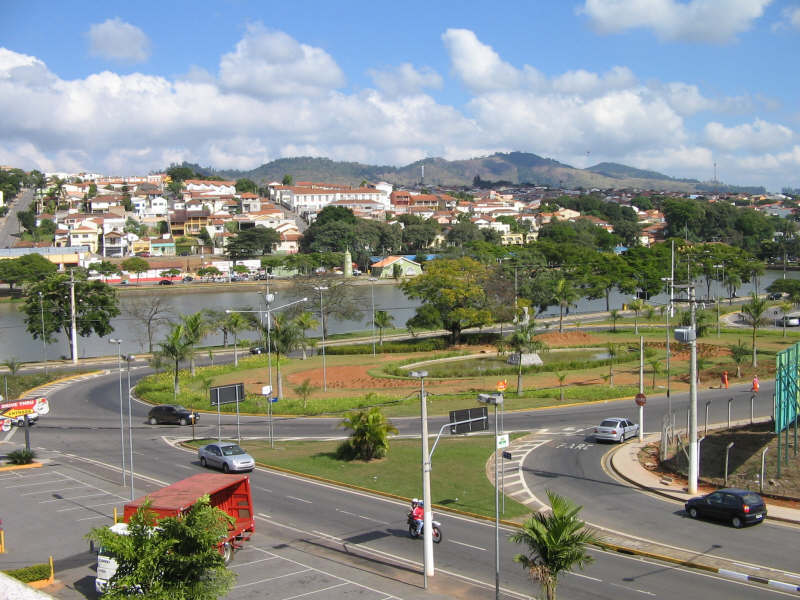
Vista de Bragança Paulista.

Bragança Paulista, oficialmente Estância Climática de Bragança Paulista, es un municipio brasileño en el estado de São Paulo. Está situado en una latitud 22º57'07 "de longitud sur y 46º32'31" oeste, con una altitud de 817 metros. Su población estimada en 2014 era de 182.856 habitantes.

## Historia
La ciudad fue fundada el 15 de diciembre de 1763 como un asentamiento junto a una pequeña capilla y originalmente se llamó Conceição do Jaguari. Los fundadores fueron Antonio Pires Pimentel y su esposa, Ignácia da Silva Pimentel. En febrero de 1765, el asentamiento fue reconocido oficialmente y rebautizado como Distrito de Paz e Freguesia de Conceição do Jaguari. En octubre de 1767, el lugar fue elevado a la condición de pueblo y renombrado como Pueblo de Nueva Bragança (Nova Bragança, en honor a  Bragança, Portugal). En 1856, el pueblo de Nova Bragança se separó del municipio de Atibaia, convirtiéndose en el pueblo de Braganca.

## Estancia climática
Bragança Paulista es uno de los municipios paulistas considerados estancias climáticas por el Estado de São Paulo, por cumplir ciertos requisitos definidos de la ley del estado. Este estatus garantiza a estos municipios un mayor fondo por parte del Estado para la promoción del turismo regional. Además, el municipio adquiere el derecho de agregar el título de Estancia Climática a su nombre, término por el cual será designado tanto en los documentos municipales oficiales como en las referencias estatales.